# Vital Remains
Vital Remains je americká death metalová kapela založená v roce 1988 ve městě Providence ve státě Rhode Island. Mezi zakládající členy patřili kytaristé Paul Flynn a Tony Lazaro, zpěvák Jeff Gruslin, baskytarista Tom Supkow a bubeník Chris Dupont. Inspirací byly např. skupiny Venom, Celtic Frost, Bathory, Mercyful Fate, Sodom, Destruction.
Součástí loga je okultní obrazec obsahující obrácený kříž i pentagram. Kapela se prezentuje antikřesťanskými texty.
Debutové studiové album vyšlo roku 1992 a nese název Let Us Pray.

## Diskografie
Dema
- Reduced to Ashes (1989)
- Excruciating Pain (1990)
- Live Demo 1991 (1991)
- Live Promo '94 (1994)

Studiová alba
- Let Us Pray (1992)
- Into Cold Darkness (1995)
- Forever Underground (1997)[2]
- Dawn of the Apocalypse (2000)
- Dechristianize (2003)
- Icons of Evil (2007)

Kompilační alba
- Horrors of Hell (2006)

Singly
- The Black Mass (1991)

Split nahrávky
- Morta Skuld / Vital Remains (1993) – společně s kapelou Morta Skuld

## Videografie
DVD
- Evil - Death - Live (2007)